# Albert Menzel
Albert Menzel, auch Albertus Menzelius genannt, (* unbekannt; † 9. Juli 1632 in Ingolstadt) war ein deutscher Arzt und Professor der Medizin an der Universität Ingolstadt.
Sein Vater war der Arzt, Dichter und Botaniker Philipp Menzel. Nach dem Studium der Medizin an der Universität Ingolstadt wurde Albert Menzel Leibarzt des Herzogs Wolfgang Wilhelm von Pfalz-Neuburg. Ab 1603 hatte er eine Professur für Medizin an der Universität Ingolstadt inne.
1615 veröffentlichte er die poetischen Werke seines Vaters Philipp Menzel. Albert Menzel hat auch selbst lateinische Gedichte verfasst. Albert Menzel setzte das Herbarium und das Buch seines Vaters Philipp Menzel über die Flora der Umgebung von Ingolstadt fort, das 1618 erschien.

## Schriften (Auswahl)
- mit Philipp  Menzel: Synonyma plantarum seu simplicium ut vocant, circa Ingolstadium sponte nascentium: cum designatione locorum & temporum quibus vigent & florent: in usum scholae medicae Ingolstadiensis collecta. Wilhelm Eder, Ingolstadt 1618 (Digitalisat).